# Жомнір Олександр Васильович
Жомнір Олександр Васильович (9 січня 1927, с. Даничів, нині Корецького району Рівненської області — 11 травня 2018, м. Ніжин) — український мовознавець, літературознавець, перекладач.
Кандидат філологічних наук (1971). Автор першого повного українського перекладу поеми Джона Мілтона «Утрачений рай». У вересні 2019 року переклад «Утраченого раю», зроблений Олександром Жомніром, опублікувало видавництво Жупанського.

## З біографії
1951 року закінчив українське відділення філологічного факультету Львівського університету. 1962 року закінчив Київський педагогічний інститут іноземних мов. Працював учителем української, англійської та німецької мов на Тернопільщині.
З 1963 до 2003 працював на кафедрі англійської мови Ніжинського педагогічного інституту. Опублікував низку досліджень з англомовної шевченкіани
Переклав українською мовою окремі прозові твори Сомерсета Моема, поезії Емілі Дікінсон, Джона Мілтона, Джорджа Колмена.

## Літературознавство
- Повний англійський «Кобзар» // Вітчизна. 1967. № 3;
- Шевченків «Кобзар» і його англійський переклад // Всесвіт. 1968. № 3;
- Англійські переклади «Заповіту» // Вітчизна. 1968. № 3;
- Із спостережень над новими англійськими перекладами з «Кобзаря» // Зб. пр. 15-ї Наук. шевченків. конф. К., 1968;
- Переклади поезії «Заповіт» англійською мовою // Зб. пр. 16-ї Наук. шевченків. конф. К., 1969; Реалії в перекладах «Кобзаря» англійською мовою // Мовознавство. 1969. № 5;
- «Розкуто, на повен голос» [Про антологію негритянських поетів США] // Всесвіт. 1983. № 8.

## Переклади
- Сомерсет Моем. «Місяць і мідяки», «На жалі бритви». — Київ: видавництво «Дніпро», 1989.
- Вільям Шекспір, Цимбелін[1]
- Джон Мілтон. Утрачений рай. Переклав з англійської Олександр Жомнір. Іл. Ґюстава Доре. — Київ: Видавництво Жупанського, 2019—360 с. ISBN 978-617-7585-14-4[2]